# Epicor
Epicor (ранее Platinum Software) — американская компания, разработчик ERP-систем для предприятий малого и среднего бизнеса в сферах производства, оптовой и розничной торговли, индустрии гостиничного обслуживания и сервисных организаций. Штаб-квартира компании расположена в Остине. 
Известна продуктами Platinum SQL (ныне принадлежащий Sage), iScala, Epicor ERP, также предоставляет ERP-системы по подписке. До 2011 года — публичная компания, её акции торговались на NASDAQ, в 2011 году выкуплена за $976 млн инвестиционным фондом Apax Partners, в 2016 году продана приблизительно за $3,3 млрд фонду KKR.

## История
Компания была основана в 1984 году под наименованием Platinum Software (в собственных материалах компания указывает 1972 год — по году основания Activant Solutions, вошедшей в состав компании в 2011 году). В конце 1990-х годов компания осуществила несколько стратегических поглощений компаний-разработчиков учётных систем. В мае 1999 года компания изменила название на Epicor Software Corporation.
В 2007 году компания была отмечена журналом Business 2.0 в списке 100 самых быстрорастущих технологических компаний. В 2006 году Epicor вошла в список 100 самых быстрорастущих компаний по версии журнала Fortune.
Крупнейшие слияния, поглощения, разделения:
- 1997 — Clientele Software (поставщик CRM-систем);
- 1998 — слияние с DataWorks (расширение линейки в классе ERP-систем для промышленности);
- 2001 — компании Best Software продана марка Platinum for Windows, позже перешедшая к Sage;
- 2002 — приобретены права на решения компании Clarus в сфере автоматизации управления закупками;
- 2004 — поглощена компания Scala Business Solutions (получен доступ к клиентам в более чем 140 странах);
- 2005 — поглощена CRS Retail Systems (решения по автоматизации розничных точек продаж);
- 2008 — завершено поглощение NSB Retail Systems;

После выкупа фондом Apax Patners в 2011 году к компании присоединена фирма Activant Solutions, а в 2012 году поглощена британская компания Solarsoft, разработчик MES- и ERP-систем для средних производственных предприятий и распределительных центров, предоставляемых в том числе по подписке.

## Положение на рынке
Отнесена ко второй группе поставщиков ERP-систем, наряду с Sage, Infor, IFS, QAD, Lawson, Ross, вторая группа в целом занимает 11 % мирового рынка ERP по состоянию на 2010 год (в первой группе — SAP, Oracle и Microsoft, доля рынка первой группы — 53 %).
В сегменте «одноэкземпярных ERP-систем для продуктоориентированных компаний среднего рынка» в «магическом квадранте» Gartner предложение компании отнесено к группе «визионеров» наряду с Microsoft Dynamics (при этом в квадранте лидеров указаны лишь IFS Applications и SAP с пакетом Business All-in-One.